# Hymna Severoatlantické aliance
Hymna Severoatlantické aliance (NATO) je 90 sekund trvající instrumentální skladba. Skladbu, pojmenovanou jednoduše jako „Hymna NATO“, složil ke 40. výročí vzniku aliance v roce 1989 dirigent lucemburského armádního orchestru, kapitán André Reichling. Skladba se poté hrála na mnoha akcích aliance, například na summitech NATO. Oficiálně však byla skladba, jako hymna NATO, přijata až 3. ledna 2018, tedy po 29 letech.
Skladba byla zkomponována pro dvacet hudebních nástrojů: pikolu, flétnu, hoboj, tři klarinety, tři saxofony, dva kornety, dvě trubky, roh, barytonový roh, tři trombóny, tubu a buben.

## Historie
Severoatlantická aliance byla založena 4. dubna 1949 podpisem severoatlantické smlouvy. Bylo několik návrhů na hymnu Severoatlantické aliance:
- V roce 1958 složil britský diplomat Thomas Hildebrand slavnostní pochod, pro přivítání návštěvníků tehdejšího velitelství NATO v Paříži v rámci příprav na oslavy 10. výročí vzniku aliance.

- Při desátém výročí v roce 1959 představil orchestr a pěvecký sbor „Píseň NATO“. Hudbu složil kapitán německého letectva Hans Lorenz, text napsali Stephan van Dam z Nizozemska a Leon Leeuwen z USA.

- V roce 1960 navrhl maršál britského letectva Sir Edward Chilton hymnu, kterou sestavil velitel letky J. L. Wallace. Hymna kombinovala národní hymny všech patnácti tehdejších členských zemí.